# Ninjago: Morro
Morro (Originaltitel Possession) ist die fünfte Staffel der computeranimierten Fernsehserie Ninjago: Meister des Spinjitzu (seit Staffel 11 nur Ninjago). Die Serie wurde von Michael Hegner und Tommy Andreasen entwickelt. Die 5. Staffel wurde vom 5. Juni 2015 bis zum 6. Dezember 2015 ausgestrahlt, die nach der Staffel Wettkampf der Elemente spielt.
In der Staffel wird der Geist Morro als Hauptgegner der Staffel eingeführt, der von dem Hauptcharakter Lloyd Garmadon Besitz ergreift. Sie ist die erste Staffel, in der Nya als Meisterin des Wassers in das Ninja-Team aufgenommen wird. Die Kunst des Airjitzu wird ebenfalls eingeführt, was es den Ninja ermöglicht vom Boden aus hochzufliegen.

## Synchronisation (Hauptcharaktere)
| Rolle             | Englischer Sprecher | Deutscher Sprecher                            |
| ----------------- | ------------------- | --------------------------------------------- |
| Lloyd Garmadon    | Jillian Michaels    | Christian Zeiger                              |
| Kai               | Vincent Tong        | Wanja Gerick                                  |
| Jay Walker-Gordon | Michael Adamthwaite | Tobias Nath                                   |
| Zane Julien       | Brent Miller        | Robin Kahnmeyer                               |
| Cole              | Kirby Morrow        | Dirk Stollberg, Dirk Petrick (5.01, ein Take) |
| Nya               | Kelly Metzger       | Magdalena Turba                               |
| Sensei Wu         | Paul Dobson         | Hasso Zorn                                    |
| Morro             | Andrew Francis      | Julien Haggège                                |
| Ronin             | Brian Dobson        | Oliver Siebeck                                |

## Produktion

### Animation
Die Animation für die fünfte Staffel wurde bei Wil Film ApS in Dänemark produziert.

### Leitung
Für die Episoden von Morro führten Jens Møller, Michael Helmuth Hansen, Peter Hausner, und Trylle Vilstrup Regie.

## Erscheinung
Der Trailer der 5. Staffel wurde am 8. Juni 2015 auf YouTube veröffentlicht, 3 Tage nach der deutschen Premiere auf Super RTL. Die restlichen Folgen wurden im Laufe der folgenden 6 Monaten veröffentlicht, bis am 6. Dezember 2015 schließlich das Staffelfinale auf demselben Sender ausgestrahlt wurde.

## Handlung
Als Lloyd vom Geist Morro besessen ist, merken die Ninja, dass sie ihre Elementarkräfte verloren haben. Morro greift Wu und den Ninja an, um Wus Stab zu bekommen, in den drei Symbole eingraviert sind. Morro gelingt es, den Stab zu stehlen, doch Wu hat einen Abdruck der Symbole gemacht. Wu erklärt, dass Morro sein erster Schüler und der Meister des Windes ist. Morro glaubte, dass er der Grüne Ninja werden würde, und war zornig, als er erfuhr, dass er es nicht war. Er hatte sich vor langem in seinem Körper auf den Weg gemacht, um das Grab des ersten Spinjitzu-Meisters zu finden, war aber nie zurückgekehrt. Morro und seine drei Geisterkrieger machen sich auf die Suche nach dem Weltenkristall, der es Morro ermöglicht, die physische Verkörperung der verfluchten Welt namens Urböses, in Ninjago zu befreien.
Das erste Symbol auf Wus Stab ist eine Technik, die als Airjitzu bekannt ist und die es dem Benutzer ermöglicht, vom Boden hoch zu fliegen. Um diese Technik zu erlernen, reisen die Ninja in die Stadt Stiix, um Ronin zu finden, der die Schriftrolle von Airjitzu aus der Bibliothek von Domu gestohlen hat. Unterwegs treffen sie auf einen Geist und erfahren, dass diese mit Wasser besiegt werden können. In Stiix suchen sie nach der Schriftrolle, werden aber von Morro überlistet, der die Schriftrolle an sich nimmt, Airjitzu lernt und entkommt. Die Ninja erfahren, dass sie Airjitzu lernen können, indem sie den Sensei Yangs Tempel besuchen. Währenddessen erhält Nya intensives Training von Wu und beginnt, das Element des Wassers zu kontrollieren. Die Ninja besuchen den Tempel, in dem der Geist von Sensei Yang spukt, und erhalten die Schriftrolle von Airjitzu. Yang versucht, sie im Tempel gefangen zu halten, und verrät ihnen, dass jeder, der bei Mitternacht im Tempel bleibt, zu einem Geist wird. Die Ninja entkommen mit der Schriftrolle, außer Cole, der nicht rechtzeitig entkommen kann und in einen Geist verwandelt wird. Er bleibt während der gesamten 5. und 6. Staffel in dieser Form.
Nachdem sie Airjitzu gelernt haben, kämpfen die Ninja darum, das zweite Symbol, das Schwert der Prophezeiung, zu erhalten. Sie erklimmen den größten Berg Ninjagos und benutzen Airjitzu, um durch ein Portal in eine der 16 Welten namens Wolkenreich zu gelangen. Morro überlistet sie erneut, nimmt das Schwert an sich und kehrt mit den verfolgenden Ninjas nach Ninjago zurück. Am Berghang nimmt Kai Morro das Schwert ab, und die Ninja benutzen es, um den Standort des dritten Symbols, der Grabstätte des ersten Spinjitzu-Meisters, zu finden. Dort angekommen, müssen sie drei tödliche Prüfungen bestehen, bevor sie den Weltenkristall finden. Dort treffen sie auf Morro, der Lloyd befreit und mit dem Kristall entkommt. Lloyd ist schwach, aber die Ninja stellen fest, dass ihre Elementarkräfte zurückkehren. Morro setzt den Weltenkristall ein, um eine Armee von Geistern und das Urböse freizusetzen. Die Ninja sind gezwungen, gegen die Geisterarmee zu kämpfen, erkennen aber, dass sie überwältigt werden und ziehen sich auf einem Schiff zurück. Nya entfacht ihr Wahres Potenzial frei und vernichtet die Feinde mit einer riesigen Welle. Wu versucht, Morro aus dem Griff des Urbösen zu befreien, aber er löst sich auf, als er ins Wasser gezogen wird.

## Episoden
| Nr. (ges.) | Nr. (St.) | Deutscher Titel              | Originaltitel              | Regie                  | Drehbuch                    | Premiere USA  | Dt. Premiere D |
| ---------- | --------- | ---------------------------- | -------------------------- | ---------------------- | --------------------------- | ------------- | -------------- |
| 45         | 1         | Stürmischer Wind             | Winds of Change            | Michael Helmuth Hansen | Dan Hageman & Kevin Hageman | 29. Juni 2015 | 5. Juni 2015   |
| 46         | 2         | Geistergeschichte            | Ghost Story                | Jens Moller            | Dan Hageman & Kevin Hageman | 30. Juni 2015 | 5. Juni 2015   |
| 47         | 3         | Die Stadt über dem Wasser    | Stiix and Stones           | Peter Hausner          | Dan Hageman & Kevin Hageman | 1. Juli 2015  | 5. Juni 2015   |
| 48         | 4         | Sensei Yangs Prüfung         | The Temple on Haunted Hill | Trylle Vilstrup        | Dan Hageman & Kevin Hageman | 2. Juli 2015  | 6. Sep. 2015   |
| 49         | 5         | Zyklon-Go                    | Peak-a-Boo                 | Michael Helmuth Hansen | Dan Hageman & Kevin Hageman | 3. Juli 2015  | 6. Sep. 2015   |
| 50         | 6         | Das Schwert der Prophezeiung | Kingdom Come               | Jens Moller            | Dan Hageman & Kevin Hageman | 6. Juli 2015  | 6. Sep. 2015   |
| 51         | 7         | Falsches Spiel               | The Crooked Path           | Peter Hausner          | Dan Hageman & Kevin Hageman | 7. Juli 2015  | 6. Sep. 2015   |
| 52         | 8         | Die drei Prüfungen           | Grave Danger               | Trylle Vilstrup        | Dan Hageman & Kevin Hageman | 8. Juli 2015  | 6. Dez. 2015   |
| 53         | 9         | Der Weltenkristall           | Curse World, Part I        | Michael Helmuth Hansen | Dan Hageman & Kevin Hageman | 9. Juli 2015  | 6. Dez. 2015   |
| 54         | 10        | Die verfluchte Welt          | Curse World, Part II       | Jens Moller            | Dan Hageman & Kevin Hageman | 10. Juli 2015 | 6. Dez. 2015   |

## Reguläre Lego-Sets zur Staffel
Obwohl Staffel 5 in den meisten Ländern bereits Juni oder Juli ausgestrahlt wurde, erschien diese Welle mit 9 passenden Lego-Sets erst am 1. August 2015. Das Set Tempel des Airjitzu wird ebenfalls zu der Set-Reihe der fünften Staffel hinzugezählt, obwohl es erst am 1. September 2015 erschien.
| Name                                 | Lego-Artikelnummer | Teile      | Preis (UVP) |
| ------------------------------------ | ------------------ | ---------- | ----------- |
| Kettenrad-Hinterhalt                 | 70730              | 298 Stück  | 29,99 €     |
| Jay Walker One                       | 70731              | 386 Stück  | 39,99 €     |
| Die Stadt Stiix                      | 70732              | 1069 Stück | 99,99 €     |
| Coles Donner-Bike                    | 70733              | 212 Stück  | 19,99 €     |
| Meister Wus Drache                   | 70734              | 575 Stück  | 39,99 €     |
| Ronin R.E.X.                         | 70735              | 547 Stück  | 49,99 €     |
| Angriff des Morro-Drachen            | 70736              | 658 Stück  | 69,99 €     |
| Titanroboter gegen Mech-enstein      | 70737              | 754 Stück  | 59,99 €     |
| Der letzte Flug des Ninja-Flugsegler | 70738              | 1253 Stück | 119,99 €    |
| Tempel des Airjitzu                  | 70751              | 2028 Stück | 199,99 €    |

## Rezeption

### Bewertung (USA)
Die Staffelpremiere von Morro erreichte in Amerika am 29. Juni 2015 mit 2,05 Millionen Zuschauern Platz 22 in den Top 100 der montäglichen Erstausstrahlungen.

### Kritik
Die Rezensentin Melissa Camacho von Common Sense Media bewertete Possession mit 3 von 5 Sternen und merkte an, dass die Staffel zwar Cartoon-Gewalt zeigt, aber auch Themen wie „Loyalität, Teamwork und Aufopferung“ beinhaltet. Der Rezensent kommentierte außerdem: „Eine solide Wahl für Action-Liebhaber. Der Verlust eines geliebten Menschen ist auch ein zentrales Thema in diesem Teil der Serie“.

## Andere Medien
Ein zugehöriges Action-Adventure-Spiel mit dem Titel Lego Ninjago: Schatten des Ronin wurde am 24. März 2015 veröffentlicht, um die Staffel zu ergänzen. Es wurde von TT Fusion entwickelt und von Warner Bros. Interactive Entertainment veröffentlicht. Das Spiel ist für Playstation Vita, Nintendo 3DS und IOS erhältlich.